# Bassim Abbas
Bassim Abbas Gatea Al-Ogaili (1 de julho de 1982) é um futebolista profissional iraquiano, defensor, milita no Al-Shorta.

## Carreira
Saad Attiya integrou o elenco da Seleção Iraquiana de Futebol, nas Olimpíadas de 2004.